# エレーナ・オブラスツォワ
エレーナ・ヴァシリーエヴナ・オブラスツォワ（Elena Vasiliyevna Obraztsova、ロシア語: Елена Васильевна Образцова、1939年7月7日 – 2015年1月12日）は、ロシアのメゾソプラノ歌手。1976年ソ連人民芸術家賞受賞。

## 生涯
子供のころ、オブラスツォワは、第二次世界大戦における過酷な870日以上に及ぶレニングラード包囲戦の中生き延びた。 1948年、9歳のときに、レニングラードのピオネール宮殿における児童合唱の公演に参加する。
1954年から1957年までタガンログのチャイコフスキー音楽学校で学び、タガンログ劇場の舞台で行われるコンサートに頻繁に参加していた。1957年から1958年にはロストフ・ナ・ドヌの音楽学校に通った。1958年8月、オブラスツォワは試験に合格し、レニングラード音楽院の学生となる。1963年、モスクワのボリショイ劇場における『ボリス・ゴドゥノフ』の公演に招かれた。ヨーロッパの歌劇場デビューとなったのは、パリのサル・プレイエルでのリサイタルであった。

## オペラでのキャリア
オブラスツォワは、そのキャリアを通じて数多くの役を演じ、クラウディオ・アバドやヘルベルト・フォン・カラヤンといった一流の指揮者らの指揮する公演に出演した。1977年12月には、スカラ座200周年のシーズンのオープニング公演『ドン・カルロ』で、アバドの指揮の下、エボリ公女を演じた。ニューヨークでの初公演は1976年のアイーダで、そのレビューでは、「一流のアーティスト」として紹介された。
1978年、フランコ・ゼッフィレッリ監督のテレビ用プロダクション『カルメン』において、プラシド・ドミンゴを相手役にタイトルロールを演じる。ゼッフィレッリによる映画版『カヴァレリア・ルスティカーナ』にも、サントゥッツァ役で登場した。そのキャリアの中で、ルチアーノ・パヴァロッティ、ジョーン・サザーランド、イグヴァール・ヴィクセルほか多くの同世代の著名なオペラ歌手と同じ舞台に立ち、『ドン・カルロ』ではドミンゴ及びマーガレット・プライスと共演した。
1990年12月27日、社会主義労働英雄称号の「鎌と槌」金メダルを授与される。また、ソヴィエト音楽への貢献が認められ、ソヴィエトの書記長からレーニン勲章が授与されている。
2007年6月、オブラスツォワはサンクトペテルブルクのミハイロフスキー劇場芸術監督に任命される。また、サンクトペテルブルクにおける自身のカルチャーセンターでは、若い歌手の育成にも当たっていた。チャイコフスキーの『スペードの女王』の公演では、定期的に伯爵夫人役でミハイロフスキー劇場の舞台に登場していた。2008年、オブラスツォワは芸術監督としての契約を終了し、自身の名を冠したコンクールに集中するとともに、サンクトペテルブルグにおける国際音楽アカデミーのプロジェクトを進める企画にも関わった。また、総監督芸術顧問として、ミハイロフスキー劇場への協力も継続した。
2009年7月7日には、オブラスツォワ70歳の誕生日を記念して、ミハイロフスキー劇場で、バレエのパフォーマンス、オペラのアリア、映画の抜粋の上映、ジャズやピアノのリサイタルからなる特別プログラムの上演が行われた。

## 私生活
オブラスツォワはソヴィエト連邦の熱烈な支持者であった。1974年には、ソルジェニーツィンを支援していたムスティスラフ・ロストロポーヴィチとガリーナ・ヴィシネフスカヤを非難する書面に署名している。
オブラスツォワは、国際デルポイ競技の支援を表明していた。2009年済州島韓国大会（標語「自然との調和」）及び2011年南アフリカ、ヨハネスブルクのジュニアデルポイ競技大会（標語「刺激、革新、霊感を」）では、自筆のサイン入り挨拶文を送っている。
二度の結婚歴があり、最初の夫は物理学者のヴャチェスラフ・マカロフ、二番目の夫は、ボリショイ劇場の指揮者であったアルジス・ジウレイティスである。マカロフとの間に娘エレナがいる。

## 死去
2015年1月12日、ドイツ、ザクセン州ライブツィヒで、医学的な治療を受けている間に死去した。75歳だった。

## 表彰・受賞
- ロシア・ソビエト連邦社会主義共和国（RSFSR）グリンカ国家賞（1位）（1962年、1973年）
- ヴィニャス賞（1位、バルセロナの国際声楽コンクール）（1970年）
- ロシア・ソビエト連邦社会主義共和国功労芸術家
- チャイコフスキー国際コンクール1位（1970年）
- 労働赤旗勲章（1971年、1980年の2度）
- ロシア・ソビエト連邦社会主義共和国人民芸術家（1973年）
- レーニン賞（1976年）
- ソ連人民芸術家 (1976年)
- 社会主義労働英雄 (1990年12月27日)
- レーニン勲章 (1990年12月27日)
- 祖国メリット勲章（1999年6月17日3等、2009年6月10日2等）
- カスタ・ディーヴァ賞 (2002)
- モスクワ聖ダニエル勲章（1等、ロシア正教会、2009年）

## レパートリー
| 役                                 | 作曲家                  | オペラ                        |
| ---------------------------------- | ----------------------- | ----------------------------- |
| アダルジーザ                       | ベッリーニ              | ノルマ                        |
| アムネリス                         | ヴェルディ              | アイーダ                      |
| アズチェーナ                       | ヴェルディ              | イル・トロヴァトーレ          |
| カルメン                           | ビゼー                  | カルメン                      |
| シャルロット                       | マスネ                  | ウェルテル                    |
| 伯爵夫人                           | チャイコフスキー        | スペードの女王                |
| デリラ                             | サン＝サーンス          | サムソンとデリラ              |
| エボリ公女                         | ヴェルディ              | ドン・カルロ                  |
| フェデリカ                         | ヴェルディ              | ルイーザ・ミラー              |
| フローシャ                         | プロコフィエフ          | セミョーン・コトコ            |
| ジョヴァンナ・セイモー             | ドニゼッティ            | アンナ・ボレーナ              |
| 家庭教師                           | チャイコフスキー        | スペードの女王                |
| おばあさん                         | プロコフィエフ          | 賭博師                        |
| エレーナ・ベズーホヴァ             | プロコフィエフ          | 戦争と平和                    |
| エロディアード                     | マスネ                  | エロディアード                |
| ヨカスタ                           | ストラヴィンスキー      | エディプス王                  |
| ユディット                         | バルトーク              | 青ひげ公の城                  |
| コンチャーコヴナ                   | ボロディン              | イーゴリ公                    |
| レオノール・デ・グスマン           | ドニゼッティ            | ラ・ファヴォリータ            |
| リュバーシャ                       | リムスキー＝コルサコフ  | 皇帝の花嫁                    |
| リュバーヴァ・ブスラエヴナ         | リムスキー＝コルサコフ  | サトコ                        |
| マルファ                           | ムソルグスキー          | ホヴァンシチナ                |
| マリア・アフローシモヴァ           | プロコフィエフ          | 戦争と平和                    |
| マリーナ・ムニーシェク             | ムソルグスキー          | ボリス・ゴドゥノフ            |
| マリヤ・ボルコンスカヤ             | プロコフィエフ          | 戦争と平和                    |
| ネリス                             | ケルビーニ              | メデア                        |
| オベロン                           | ブリテン                | 真夏の夜の夢                  |
| オルフェオ                         | グルック                | オルフェオとエウリディーチェ  |
| サントゥッツァ1                    | マスカーニ              | カヴァレリア・ルスティカーナ1 |
| シルヴァーナ                       | レスピーギ              | 炎                            |
| ベルケンフィールド侯爵夫人         | ドニゼッティ            | 連隊の娘                      |
| 公爵夫人                           | プッチーニ              | 修道女アンジェリカ            |
| ポリーナ、ミロヴゾール（ダフニス） | チャイコフスキー        | スペードの女王                |
| ブイヨン公妃                       | チレーア                | アドリアーナ・ルクヴルール    |
| オルロフスキー公爵                 | ヨハン・シュトラウス2世 | こうもり                      |
| ウルリカ                           | ヴェルディ              | 仮面舞踏会                    |
| ゼーニャ・コメルコヴァ             | モルチャノフ            | 朝焼けは静かなれど            |

- 1 コンサート形式による上演